# Perisama campaspe
Perisama campaspe är en fjärilsart som beskrevs av William Chapman Hewitson 1869. Perisama campaspe ingår i släktet Perisama och familjen praktfjärilar. Inga underarter finns listade i Catalogue of Life.